# Dassault Mirage III

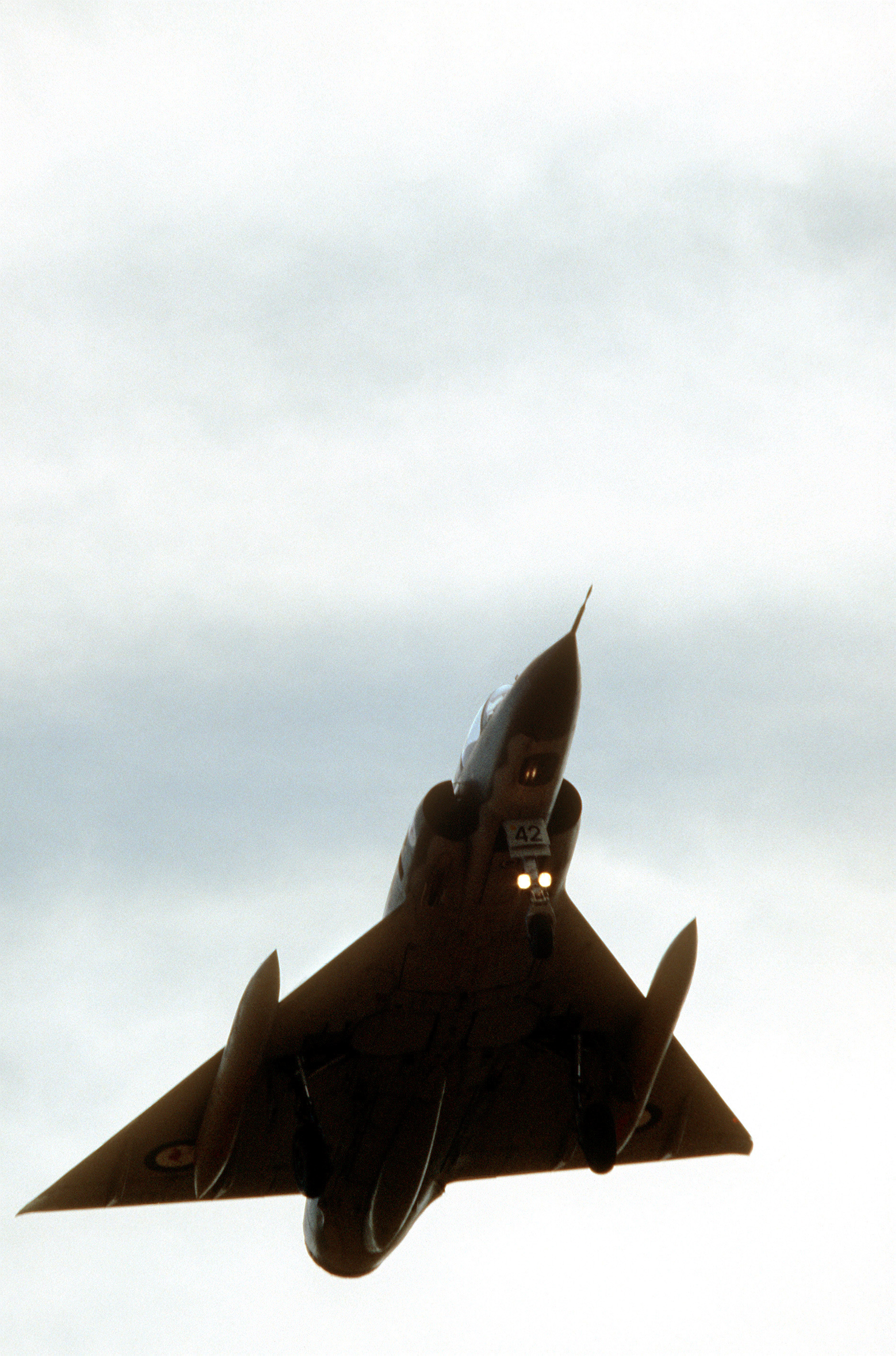
In questa foto è evidente l'ampia ala a delta del Mirage III

Il Dassault Mirage III (in francese: miraggio) è un aereo da caccia ad ala a delta prodotto dall'azienda francese Dassault Aviation ed introdotto negli anni sessanta. Grazie alla sua caratteristica configurazione alare è uno dei più famosi della storia dell'aviazione militare e simbolo della produzione aeronautica francese. Prodotto in innumerevoli versioni, esportato in 5 continenti, ha partecipato ai più vari conflitti combattuti tra gli anni sessanta e gli ottanta, dimostrando grande longevità essendo ancora in servizio in alcuni paesi, seppure con compiti di seconda linea.
Le ottime prestazioni e il fatto di essere prodotto dalla Francia ne hanno fatto una valida scelta per quelle nazioni che per motivi politici ed economici non potevano o volevano rivolgersi ai caccia di costruzione statunitense o sovietica.

## Storia
Dopo i precedenti MD 550 Mirage I e II, rimasti senza nessun seguito operativo, la Dassault continuò a sviluppare il concetto del caccia con ala a delta con un nuovo progetto che esprimeva appieno il potenziale di questa architettura aerodinamica.
L'aeronautica francese aveva bandito un concorso in cui le specifiche salienti erano la salita a 18.000 metri in 6 minuti ed una velocità massima largamente supersonica. Migliorato il progetto del Mirage attraverso una maggiore potenza propulsiva, il prototipo volò nel 1956 e dimostrò presto di raggiungere una velocità di Mach 2. I risultati furono talmente validi da non lasciare dubbi sulla scelta finale, e l'ordine che ne seguì per le prime 100 macchine chiuse la questione, relegando nell'oblio gli altri concorrenti. Il primo Mirage III B era dotato di un motore a razzo ausiliario, in alternativa ai cannoni, ma questa scelta non ha avuto molto seguito pratico, a causa della scarsa praticità della soluzione.

## Tecnica

### Struttura
Secondo quanto riportato da molte fonti, Dassault chiamò l'aereo così perché gli avversari avrebbero potuto solo vederlo, ma senza poterlo raggiungere. Sempre secondo Dassault, "ciò che è bello vola anche bene". Il suo aeroplano dimostrò di tenere bene fede a queste due affermazioni.
L'ala del Mirage, di grande superficie, era un delta puro, controllato da elevoni, con l'angolo di freccia di 60 gradi e lo spessore relativo mediamente del 3,4%. Il caccia era ottimizzato per le prestazioni lineari, e l'ala a delta è l'ideale per le prestazioni supersoniche, offrendo limitata resistenza ma grande superficie e robustezza. Il problema era dato dall'assetto molto cabrato nei decolli ed atterraggi, per cui erano necessarie piste molte lunghe, e dalla resistenza indotta durante le manovre ad alto angolo d'attacco, durante le azioni di combattimento.
Il pilota era sistemato in un abitacolo abbastanza stretto, praticamente incassato nella parte anteriore della fusoliera, ma con una buona visibilità complessiva, specie sul davanti e sui lati, mentre il settore posteriore era quasi cieco, dal momento che l'aereo aveva un muso molto piccolo, montanti leggeri del tettuccio, ma non specchi retrovisori.
Aveva a disposizione fin dalle prime versioni un radar di ricerca e controllo del tiro, del tipo Cyrano II, un sistema di comunicazione e navigazione radioassistita e un apparato Radar Warning Receiver, mentre nei modelli evoluti esisteva un sistema di navigazione inerziale e d'attacco con radar altimetrico di precisione, per il volo a bassa quota.

### Motore
La propulsione era affidata ad un turbogetto Snecma Atar 9C, derivato dal tedesco BMW 003 del periodo bellico, ma dotato di prestazioni nettamente superiori. L'architettura generale è la stessa, a flusso assiale, ma l'aggiunta del postbruciatore ha introdotto un nuovo concetto di superpotenza, ideale per ottimizzare le prestazioni con un motore ragionevolmente leggero, a scapito però del consumo. Il sistema dei serbatoi comprendeva circa 3 300 litri, distribuiti tra le ali e la parte centrale della fusoliera. Considerando la potenza installata, è un quantitativo assai consistente, che dava una buona autonomia. La salita e l'accelerazione erano invece poco impressionanti, se comparate con quelle di alcuni progetti contemporanei, a causa del relativamente basso rapporto potenza-peso. Era possibile usare un motore a razzo ausiliario, ma rinunciando ai cannoni. Le prese d'aria comprendevano un cono mobile che si adattava alla variazione della pressione, arretrando ad alta velocità, e una piastra per la separazione dello strato limite dalla fusoliera.

### Armamento
L'armamento era basato su cannoni Giat DEFA M 552 calibro 30 mm derivati dall'MG 213 da 20 mm usato dalla Luftwaffe durante la seconda guerra mondiale. Avevano 125 colpi per arma, sufficienti per 6 secondi di fuoco, e sparavano granate da 0,27 kg.
I missili erano i Matra R530, di concezione francese, dotati di una gittata nominale di 18 km e di un sistema di guida in versioni radar e IR. Normalmente solo un missile era trasportato sotto la fusoliera, mentre sotto le ali erano presenti gli AIM-9 Sidewinder, sostituiti in seguito con i Matra R550 Magic oppure altri modelli non francesi. Missili di vario tipo, bombe e razzi calibro 68 mm erano disponibili per un'ampia varietà di compiti operativi nel campo dell'attacco al suolo.
Inoltre per sopperire al limitato numero di punti d'aggancio erano disponibili anche contenitori subalari misti, con 19 razzi da 68 mm davanti e 230 litri di carburante nella parte posteriore.

## Varianti

### Versioni di serie
- Mirage III 001: prototipo derivato dal Mirage I (motore Atar 101G-1 da 44 kN).
- Mirage III A: la prima versione di preserie, con motore Atar 9B da 59 kN, 10 esemplari in tutto.
- Mirage III B: versione biposto da addestramento, allungata di 60 cm. Primo volo 20 ottobre 1959.
  - Mirage III B-1
  - Mirage III B-2 (o Mirage IIIB-RV)
  - Mirage III BS: versione da esportazione per la Svizzera.
- Mirage III C: modello operativo basico, intercettore multiruolo (massa massima di 11 800 kg).
- Mirage III CJ: versione da esportazione destinata a Israele e battezzata "Shahak" (la "J" stava per "Juif", "ebreo").
- Mirage III S: versione da esportazione destinata alla Svizzera, con sistema d'arma statunitense di produzione Hughes.
- Mirage III CZ: versione da esportazione destinata al Sudafrica.
- Mirage III D: versione biposto da addestramento da esportazione, del Mirage III E, migliorata rispetto al primo modello "B".
  - Mirage III DA: per l'Argentina
  - Mirage III DBR: per il Brasile
  - Mirage III DE: per la Spagna
  - Mirage III DP: per il Pakistan
  - Mirage III DS: per la Svizzera
  - Mirage III DZ: il Sudafrica
- Mirage III E: versione multiruolo, pensata per essere fin dall'inizio un velivolo multiruolo, con una certa enfasi nell'attacco ed interdizione.
  - Mirage III BE: versione da addestramento
  - Sottoversioni da esportazione del Mirage III E.
  - Mirage III EA: per l'Argentina
  - Mirage III EBR: per il Brasile
  - Mirage III EE: per la Spagna
  - Mirage III EL: per il Libano
  - Mirage III EP: per il Pakistan
  - Mirage III EV: per il Venezuela
  - Mirage III EZ: per il Sudafrica
  - Mirage III O: per l'Australia, con un motore inglese Avon, unica eccezione allo standard francese dell'Atar.
- Mirage III R: modello da ricognizione, privo di radar e con macchine fotografiche nel muso.
  - Mirage III RD: versione migliorata (basata sulla "E", dotata di un radar doppler)
  - Versioni da esportazione del Mirage III R
  - Mirage III RP: per il Pakistan
  - Mirage III RS: per la Svizzera
  - Mirage III RZ: per il Sudafrica
  - Mirage III R2Z: versione migliorata per il Sudafrica
- Mirage 5: modello d'attacco al suolo, privo della maggior parte dell'elettronica del modello "E".
- Mirage 50: versione del precedente con motore Atar 9K-50, opzioni per un'elettronica migliorata.

Il Mirage 5 venne progettato soprattutto per le esigenze israeliane, ma non venne mai fornito a causa dell'embargo successivo alla Guerra dei Sei Giorni, da molti vista semplicemente come una guerra d'aggressione. Tuttavia la combinazione costo-efficacia era vantaggiosa e l'aereo, capace di 4 000 kg di carichi, venne venduto in oltre 500 esemplari a vari clienti. Gli israeliani ne costruirono un clone, alla base di molti altri successivi, chiamato per l'export IAI Dagger. I circa 40 esemplari superstiti vennero venduti all'Argentina. Erano quasi indistinguibili dai normali Mirage III, in quanto pare fossero stati riequipaggiati con un radar da intercettazione. I Mirage e i loro derivati israeliani vennero usati nella guerra del Kippur, e come nei conflitti precedenti, si dimostrarono fondamentali per i compiti di superiorità aerea, pur non avendo margini rilevanti contro i MiG-21 "J", eccetto che per l'autonomia.

### Versioni sperimentali e prototipi
- Balzac V: aereo monoposto sperimentale a decollo e atterraggio verticali subsonico, basato sul Mirage III 001, destinato a testare la formula da usare sul Mirage III V prima di sviluppare dei motori definitivi per questo aereo.
- Milan: prototipo di aereo da appoggio tattico per la Svizzera
- Mirage III EX: versione da esportazione evoluta, dotata di alette canard sviluppata per la Força Aérea Brasileira e Fuerza Aérea Venezolana con configurazioni alari personalizzate per le due forze aeree.
- Mirage III NG: aereo sperimentale con alette canard, antesignano del successivo Mirage 2000, equipaggiato con comandi di volo elettrici e alette canard, di una sonda per il rifornimento in volo e di un motore fisso Atar 9K50. Il primo volo avviene il 21 dicembre 1982, ma nessun possibile acquirente si mostrò interessato.
- Mirage III T: Mirage III trasformato in banco di prova volante del motore Snecma TF104 poi TF106 (Pratt & Whitney JT10 costruito su licenza) destinato al Mirage III V. Ha fatto il suo primo volo il 4 giugno 1964 ed è stato testato fino al 1966.
- Mirage III V: prototipo di aereo decollo e atterraggio verticali, più pesante del Balzac, capace di volare a Mach 2.

## Utilizzatori
Argentina
- Fuerza Aérea Argentina

21 Mirage IIIC nuovi, più 22 Mirage IIICJ ex israeliani ricevuti a partire dal 1970.
vedi anche IAI Nesher
 Australia
- Royal Australian Air Force

45 Mirage IIIE e 5 aerei da cannibalizzare ceduti all'aeronautica pakistana nel 1990-1991.
 Brasile
- Força Aérea Brasileira

(dismessi)
 Francia
- Armée de l'air

(dismessi) (95 III C, 59 III B/B1/B2/BE, 70 III R/RD, 183 III E, in totale 407 aerei)
 Israele
- Heyl Ha'Avir

(dismessi)
 Libano
- Al-Quwwat al-Jawwiyya al-Lubnaniyya

10 Mirage IIIEL e 2 Mirage IIIDL in servizio dal 1968 al 1978. 10 Mirage IIIE ceduti all'Aeronautica pakistana tra il 1998 ed il 2010.
 Pakistan
- Pakistani Fida'iyye

24 caccia multiruolo Mirage IIIEP/RP/DP ordinati nel 1967 e consegnati nel 1968-1969. 10 Mirage IIIRD da ricognizione consegnati nel 1977. Nel 1990-1991 entrarono in servizio 45 Mirage IIIE ceduti dalla RAAF australiana e sottoposti ad un primo upgrade, anche grazie ad altri 5 esemplari da cannibalizzare. Tra il 1998 ed il 2010 sono stati acquisiti 10 Mirage IIIE ex libanesi. Dal 1999, 33 Mirage ex RAAF sono stati aggiornati (grazie all'allora Sagem e l'allora Selex Galileo che ha fornito il radar Grifo-M3) allo standard Rose-2/3 Per operare come aerei ognitempo.
 Sudafrica
- Suid-Afrikaanse Lugmag

(dismessi)
 Spagna
- Ejército del Aire

(dismessi)
 Svizzera
- Schweizer Luftwaffe

(dismessi)
 Venezuela
- Fuerza Aérea Venezolana (dismessi)

## Impiego

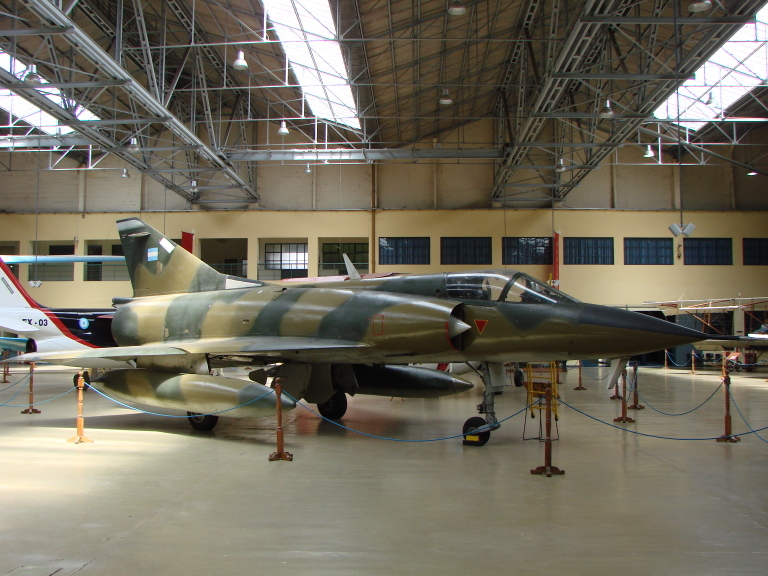
Un Mirage III della Fuerza Aérea Argentina.

- Argentina: la Fuerza Aérea Argentina ha ricevuto complessivamente 19 Mirage IIIEA/DA, 22 Mirage IIICJ/BJ, 10 Mirage 5P, e 26 IAI Dagger. A partire dal 23 settembre 1972[11] la Fuerza Aerea argentina ricevette i primi di 10 Mirage IIIEA e due Mirage IIIDA entrati in servizio presso la VIII Brigada Aérea di stanza sulla base Mariano Moreno nei pressi di Buenos Aires.[11] A questa prima fornitura seguì quella, nel 1978, di 26 IAI Nesher (Mirage 5 realizzati localmente) surplus dell’aeronautica israeliana, di cui due in versione biposto, che andarono ed equipaggiare la VI Brigada Aèrea di Tandil, e di 7 nuovi Mirage IIIEA.[11] Dopo lo scoppio della guerra delle Falkland i Mirage IIIEA eseguirono missioni di pattugliamento aereo,[11] mentre gli IAI Dagger quelle di attacco alle navi inglesi, e secondariamente di superiorità aerea,[11] scontrandosi con i Sea Harrier decollati dalle portaerei inglesi. Le perdite furono subito alte, due Mirage IIIEA[11] e 11 IAI Dagger[12] andarono persi e sei piloti furono uccisi,[12] mentre 11 navi inglesi vennero danneggiate,[11] tanto che nel pieno del conflitto il Perù cedette alla FAA 10 dei propri Mirage 5P, che non presero parte alle azioni perché nel frattempo le Falkland erano state riconquistate dagli inglesi, e gli aerei vennero consegnati alla VI Brigada Aèrea.[12] Per rimpiazzare i velivoli persi in combattimento nel 1983 furono acquistati[12] in Israele 19 Mirage IIICJ e tre biposto IIIBJ, di cui cinque andarono alla X Brigada Aérea di Río Gallegos, nella provincia di Santa Cruz, e i rimanenti alla IV Brigada Aérea di Mendoza. Nel corso degli anni seguenti vi furono numerose contrazioni dei reparti, e nel 1986 i Mirage 5P furono tutti concentrati presso la X Brigada Aérea, mentre nel 1988 la VIII Brigada Aérea venne sciolta, e i Mirage IIIEA/DA inviati a Tandil.[12] Nel 1997 fu chiusa la X Brigada Aérea i tutti i Mirage 5P trasferiti a Tandil presso la VI, che rimase l’unica unità aerea argentina ad avere in servizio i Mirage.[12] I velivoli furono sottoposti ad alcuni interventi di ammodernamento dell’elettronica, con gli IAI Dagger portati allo standard Finger, simile ai Kfir C-2 israeliani, mentre i Mirage 5P vennero portati allo standard Mirage 5-A Mara.[12] Dopo aver partecipato all’esercitazione "Ariete"[13] sulla base di Rio Gallegos, tutti velivoli superstiti vennero ufficialmente radiati il 29 novembre 2015 con una apposita cerimonia tenutasi sulla base aerea di Tandil.[14]
- Australia:
- Brasile: come quasi tutti i paesi sudamericani, tra la fine degli anni sessanta e l'inizio del decennio successivo il Brasile intendeva equipaggiare la propria aeronautica con un paio di squadroni di Mirage. Il programma per la loro sostituzione, con 700 milioni di dollari stanziati, è stato sospeso per dare la precedenza al progetto "fame zero" avviato per aiutare quel 15% di brasiliani afflitti da questo problema.

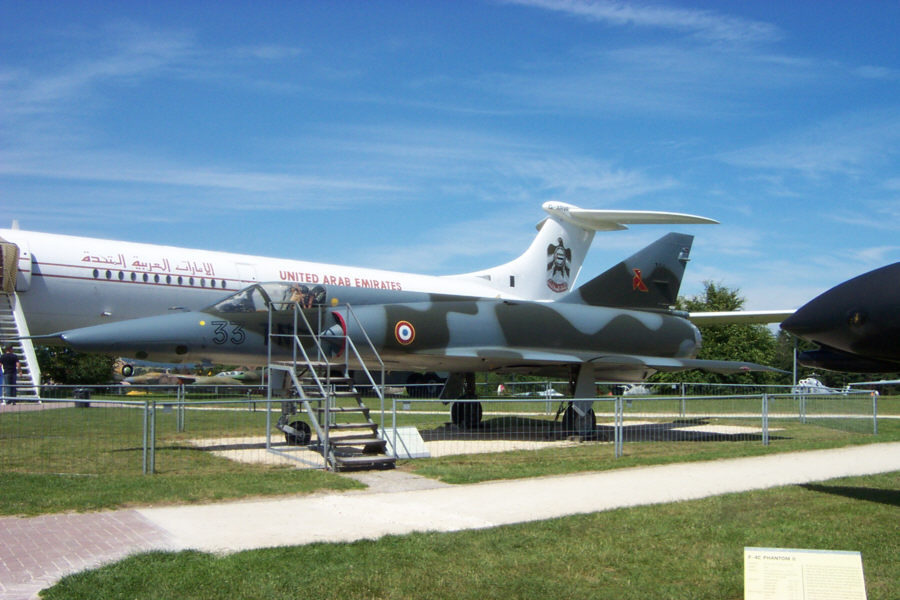
Un Mirage III R nei colori della francese Armée de l'air.

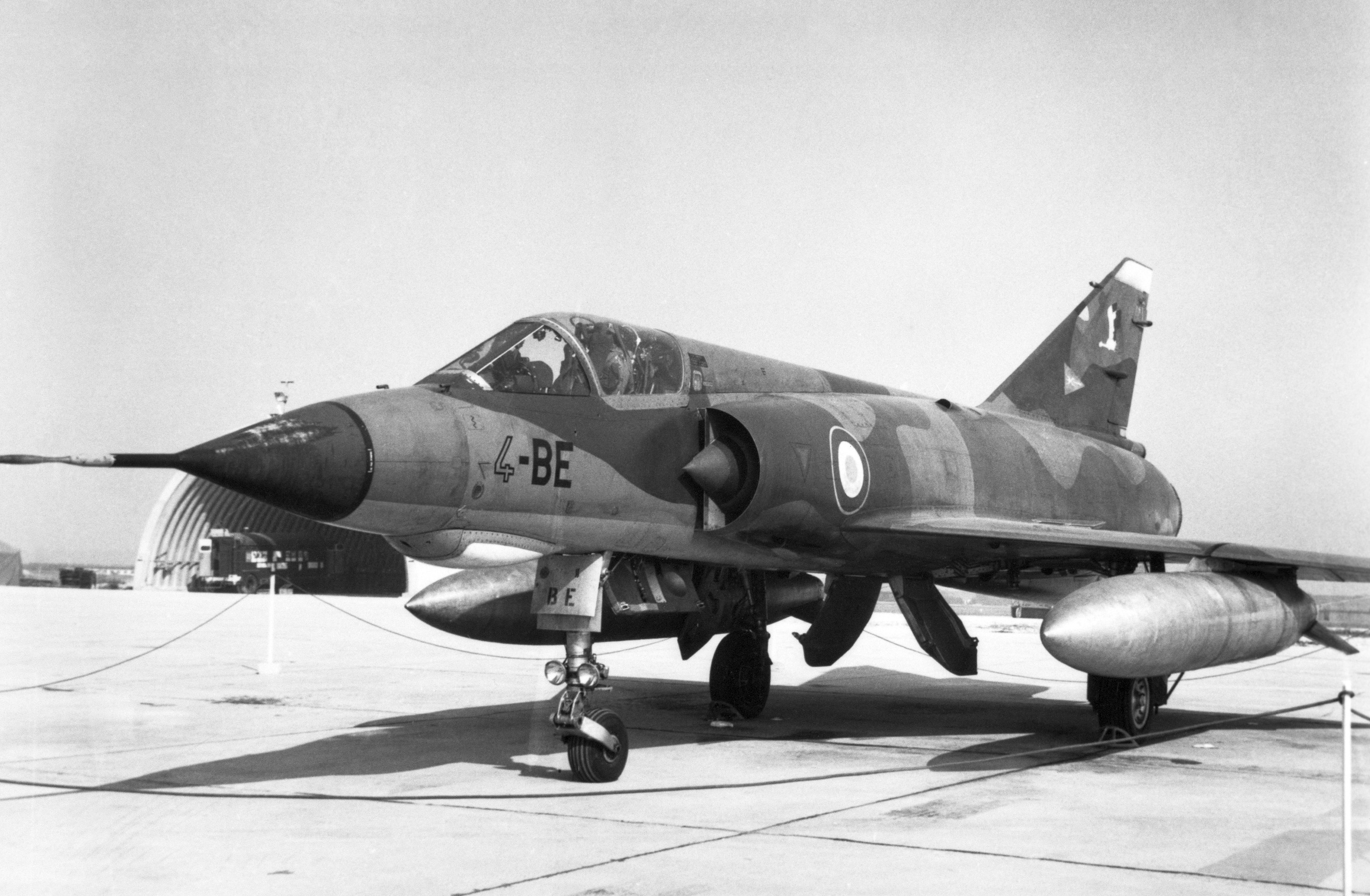
Un Mirage III E della francese Armée de l'air.

- Francia: il Mirage III ha militato nell'Armée de l'air dal 1961 in poi, con tutte le versioni importanti, B/C/E/R/50 (questi ultimi dopo un embargo sulle forniture ad Israele, dopo la guerra del 1967) per un totale di alcune centinaia (forse 400) di esemplari. È stato affiancato dal SEPECAT Jaguar e dal Mirage F1, che lo hanno sostituito progressivamente nei ruoli di caccia, attacco e ricognizione, ma ancora una dozzina d'anni addietro vi erano alcune decine di velivoli in servizio operativo di prima e seconda linea. I Mirage IIIE avevano come compito anche il bombardamento tattico nucleare con bombe AN-52; il 28 agosto 1973 un Mirage III ha eseguito un test di lancio della bomba nucleare AN-52 nei pressi dell'atollo di Mururoa.
  - Escadron de chasse 1/2 Cigognes a Digione (1961-1984)
  - Escadron de chasse 2/2 Côte-d'Or a Digione (1965-1986)
  - Escadron de chasse 1/3 Navarre a Nancy (1966-1993)
  - Escadron de chasse 2/3 Champagne a Nancy (1967-1991)
  - Escadron de chasse 3/3 Ardennes a Nancy (1987-1994)
  - Escadron de chasse 1/4 Dauphiné a Luxeuil (1967-1988) Commandement des Forces Aériennes Stratégiques
  - Escadron de chasse 2/4 La Fayette a Luxeuil (1966-1988) Commandement des Forces Aériennes Stratégiques
  - Escadron de chasse 1/5 Vendée a Orange (1966-1975)
  - Escadron de chasse 2/5 Ile de France (1966-1975)
  - Escadron de chasse 1/10 Valois a Creil (1974-1981)
  - Escadron de chasse 2/10 Seine a Creil (1968-1985)
  - Escadron de chasse 3/10 Vexin a Gibuti (1978-1988)
  - Escadron de chasse 1/13 Artois a Colmar (1963-1992)
  - Escadron de chasse 2/13 Alpes a Colmar (1965-1994)
  - Escadron de chasse 1/30 Alsace a Digione (1961-1985)
  - Escadron de reconnaissance 1/33 Belfort a Strasburgo (1966-1988)
  - Escadron de reconnaissance 2/33 Savoie a Strasburgo (1964-1983)
  - Escadron de reconnaissance 3/33 Moselle a Strasburgo (1963-1988)

- Israele

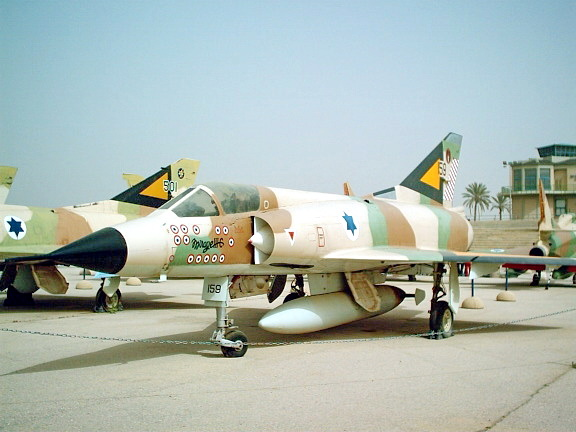
Un Mirage III CJ in forza all'Heyl Ha'Avir israeliana.

- Libano: nel corso del 1968 la Al-Quwwat al-Jawwiyya al-Lubnaniyya acquistò 10 cacciabombardieri Mirage IIIEL (matricole L-501/510) e due addestratori Mirage IIIDL (L-511/512),[15] assegnati ad un reparto di stanza sulla nuova base aerea di Kleyate, appositamente costruita per i nuovi aerei bisonici, e posta sul confine con la Siria. I bisonici Mirage III volarono con il No.5 Squadron fino al 1978,[15] compiendo anche azioni belliche che causarono la perdita di un caccia e di un addestratore, quando a causa della pesante situazione economica generata dalla guerra civile (1975-1990)[16] i 10 aerei superstiti furono messi definitivamente a terra ed accantonati per la vendita,[16] avvenuta poi nel 2000 con la consegna degli aerei al Pakistan.[17]
- Pakistan: in tale Paese i 24 Mirage III originariamente ordinati, nonostante l'esiguità della fornitura, hanno contribuito a contenere il successo indiano nella guerra del 1971. Gli aerei, inclusi 3 preziosissimi ricognitori Mirage III RP, sono stati seguiti poi da altri, che hanno portato ad un totale di almeno 96 le macchine fornite, nei modelli D/E/R e Mirage 5. In seguito, i pakistani hanno istituito un vero "refugium peccatorum" per i Mirage, accaparrandosi tutti quelli disponibili sul mercato dell'usato, tra cui almeno 50 Mirage III O australiani tenuti in riserva, pare, in ottime condizioni, ed al costo di soli 100 milioni di dollari. I Mirage III, giudicati i migliori aerei che parteciparono all'ultima guerra indo-pakistana, dove colpirono bersagli al suolo ed eseguirono missioni di ricognizione fino sui più difesi obiettivi indiani, hanno modelli specifici per l'attacco antinave, come i Mirage 5 equipaggiati di radar Agave multimodale e missili Exocet, in servizio in uno squadrone appositamente addestrato per l'impiego antinave.

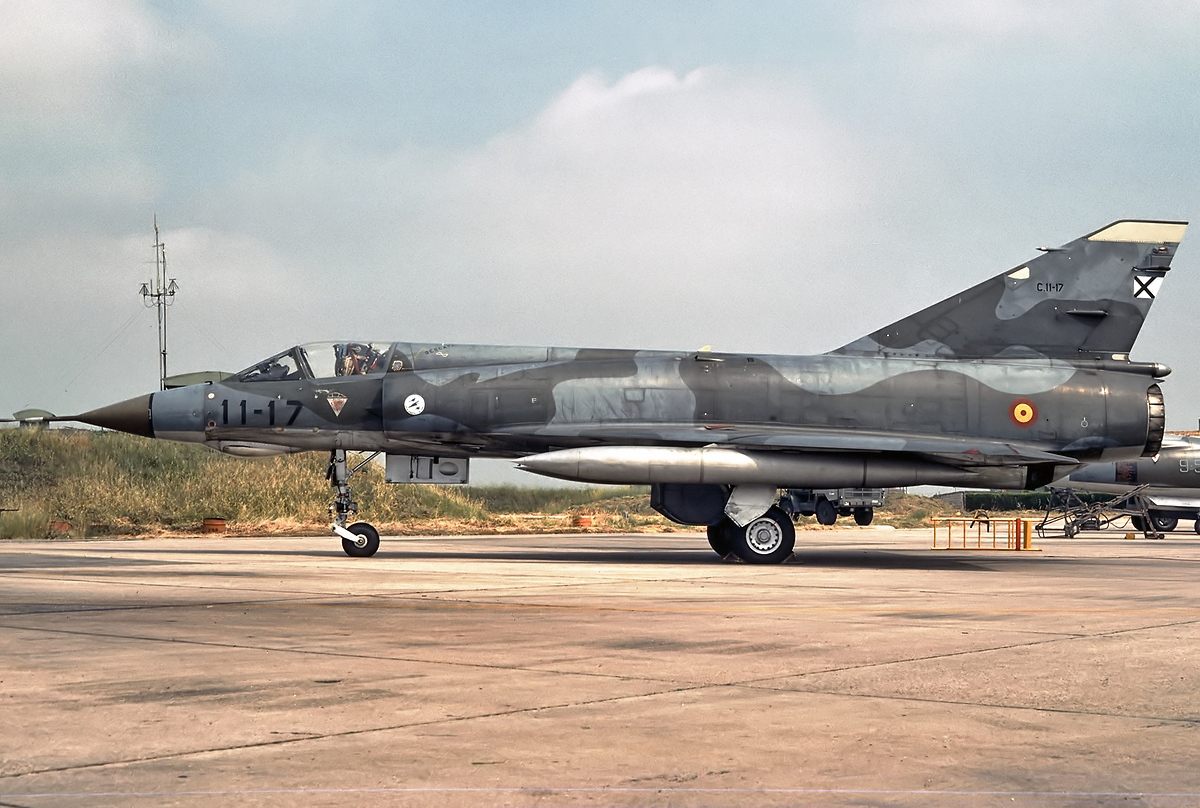
Un Mirage IIIEE dell'Ejército del Aire fotografato sull'aeroporto di Grazzanise, Italia.

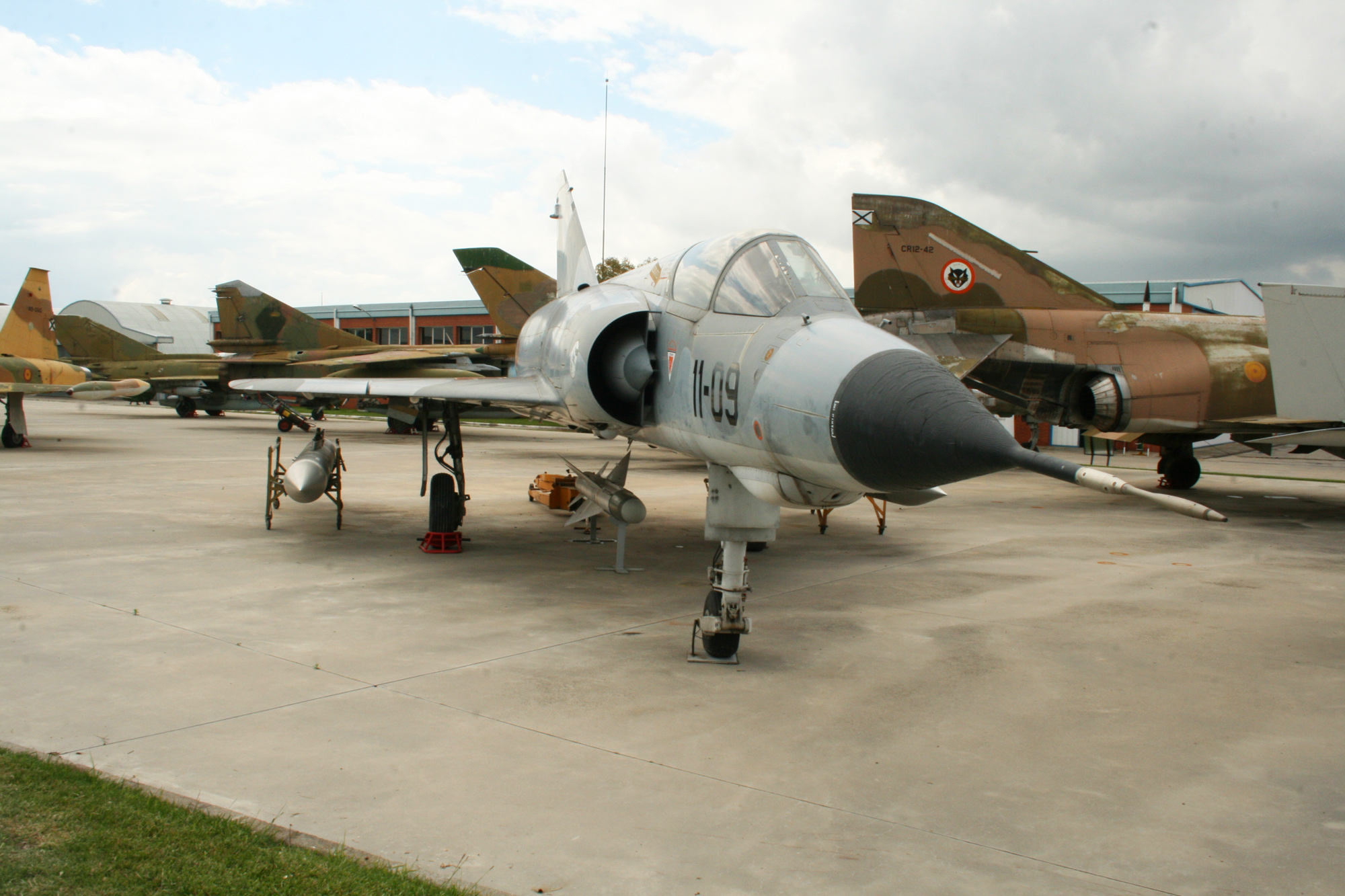
Il Mirage IIIEE matricola C.11-09 fotografato al Museo del Aire de Cuatro Vientos di Madrid.

- Spagna: l'Ejército del Aire ha ricevuto complessivamente 24 caccia Mirage IIIEE (matricole da C.11-1 a C.11-24) e 6 biposto da addestramento Mirage IIIDE (matricole da CE.11-25 a CE.11-30). Ordinati nel 1968 i velivoli furono destinati alla difesa aerea e all'attacco al suolo, e i primi 12 Mirage IIIEE e 3 IIIDE entratono in servizio presso l'Ala de Caza 11 di stanza a Manises. La loro designazione ufficiale locale fu C.11 per i monoposto, e CE.11 per i biposto. I Mirage spagnoli non ebbero mai impiego bellico, ma nel novembre 1975 furono brevemente rischierati sull'aeroporto di Gando, isole Canarie, in seguito alla Marcia verde organizzata dal Re del Marocco Hassan II per annettere definitivamente il Sahara Occidentale, allora possedimento spagnolo. In seguito all'acquisizione del nuovo caccia McDonnell Douglas F/A-18 Hornet, avvenuta nel 1987, fu annunciata la definitiva radiazione del modello, ma a causa della riduzione del numero degli F/A-18 Hornet ordinati venne deciso di aggiornare l'avionica dei Mirage III allo standard "Matador", simile a quello dei Kfir C-2 israeliani. Per realizzare il programma venne formata una apposita società, denominata ATTORN S.A., formata dalle aziende Construcciones Aeronáuticas S.A. (CASA) e Ceselsa. Il programma "Matador" prevedeva la revisione totale della cellula, l'installazione di una sonda per il rifornimento in volo, di quattro nuovi punti di attacco esterni per gli armamenti, e di alette canard al fine di ridurre il rateo di virata istantaneo, ridurre il carico alare, permettere di sostenere maggiori angoli di attacco e ridurre le corse di decollo ed atterraggio. La vita utile dell'aereo sarebbe stata estesa di altre 2.500 ore di volo. La nuova avionica prevedeva un radar Emerson Electric AN/APQ-159, RWR ALR-300, lanciatori di chaff/flares Tracor AN/ALE-40, sistema di guerra elettronica (jammer), computer dei dati aerei AN/AYK-14, Head-up display, comandi HOTAS (Hands On Throttles and Stick), data bus digitale Mil-Std 1553B, due schermi multifunzione, sistema IFF/SIF, e nuove radio VHF/UHF con sistema Have Quick. La nuova avionica permetteva l'utilizzo di una ampia gamma di moderni armamenti, come i missili aria-aria Raytheon AIM-9L Sidewinder, aria-superficie Hughes AGM 65G Maverick, antiradar Texas Instruments AGM-88 HARM, bombe a guida laser Paveway III, pod per la designazione/illuminazione laser dei bersagli e per la guerra elettronica tipo Barax. L'industria aeronautica spagnola ricevette il primo contratto nel dicembre 1988, e i lavori di conversione iniziarono su qualche esemplare di C.11 e C.11(M), ma il governo annullò definitivamente il programma "Matador" nel luglio 1990. I Mirage IIIEE/DE vennero ritirati dal servizio nel 1992. In 22 anni di carriera totalizzarono oltre le 70.000 ore di volo, al prezzo di 6 monoposto e 2 perduti in incidenti vari.

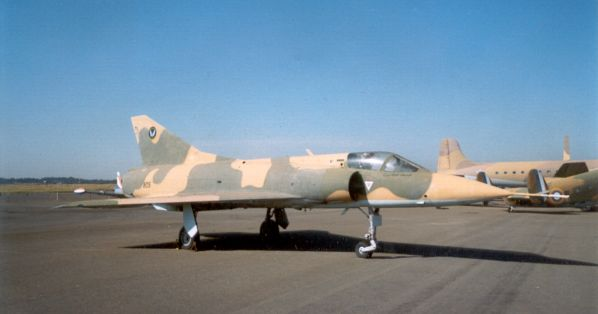
Un Mirage III della Suid-Afrikaanse Lugmag.

- Sudafrica: almeno 40 Mirage III Z hanno prestato servizio per decenni in tale paese, eseguendo spesso missioni belliche contro l'Angola e il corpo di spedizione cubano. Sono stati autori di vari abbattimenti, ma a poco a poco i Mirage F1 li hanno rimpiazzati nei compiti di prima linea. Alcune macchine sono state però aggiornate a standard recenti, come l'Atlas Cheetah.

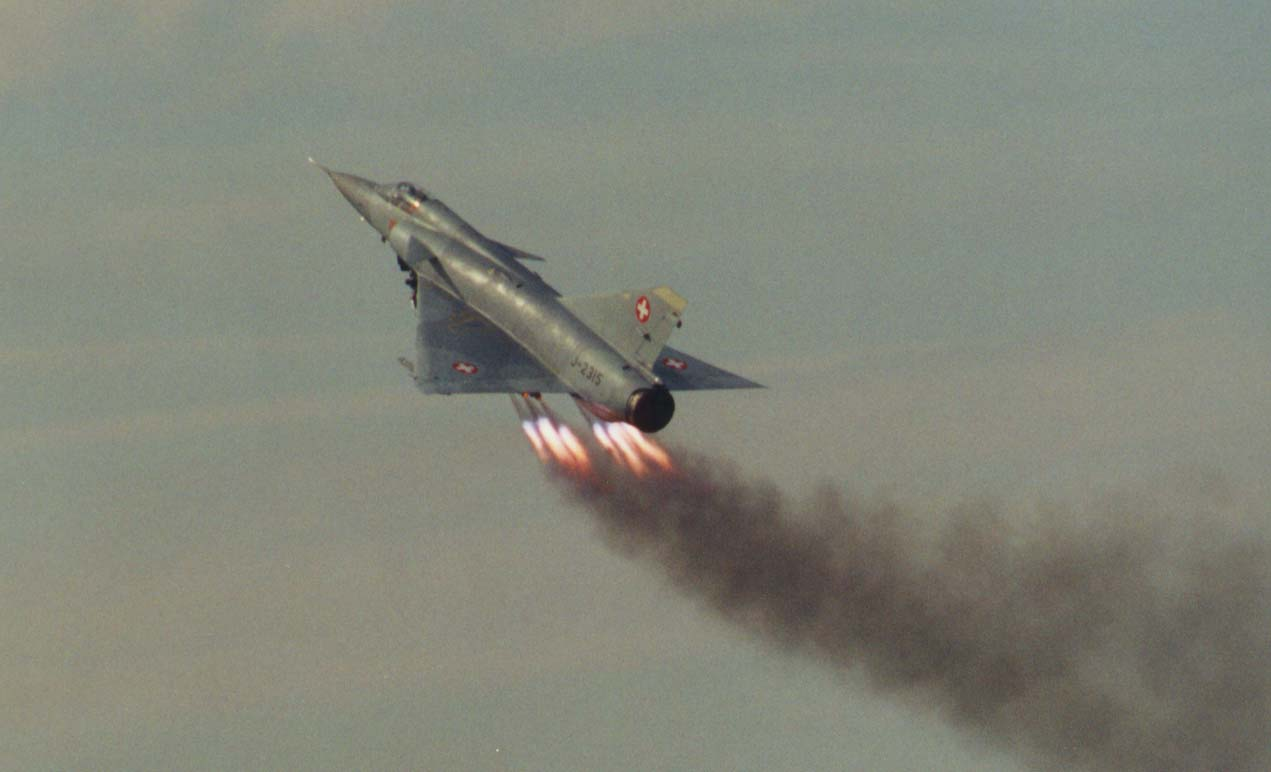
Un Mirage IIIS della Schweizer Luftwaffe decolla con l'ausilio di razzi JATO.

- Svizzera: la Schweizer Luftwaffe ha ricevuto complessivamente 36 caccia Mirage IIIS, 17 ricognitori Mirage IIIRS, 4 addestratori Mirage IIIBS e 2 Mirage IIDS,[18] e un Mirage IIICS.[19] Nel 1957 la Direzione Centrale per gli Armamenti indisse l’acquisizione di un nuovo tipo di velivolo da caccia atto a contrastare la minaccia dei nuovi bombardieri sovietici che stavano entrando in servizio.[20] Nel 1961 fu firmato un contratto per l’acquisto di 100 caccia Dassault Mirage IIIS, al costo di 871 milioni di franchi, da prodursi in gran parte su licenza presso la fabbrica federale F+W di Emmen.[20] L’acquisizione dei nuovi velivoli portò ad introdurre su di essi notevoli modifiche che comportarono l'adozione dapprima del radar Thomson CSF Cyrano II[21] in un radome più lungo, e poi del radar Hughes Electronics TARAN 18[22] compatibile con i missili aria-aria Hughes AIM-4 Falcon. Inoltre venne adottato un propulsore SNECMA ATAR più potente,[21] un naso pieghevole[21] di 180°[23] un carrello anteriore modificato per abbassare di pochi centimetri l’altezza della coda[22] quattro punti di aggancio per spostare gli aerei all’interno degli hangar sotterranei con una gru, la possibilità di installare un motore a razzo SEPR 841 da 1.500 kg/s per aumentare per breve tempo la velocità o salire rapidamente a 24.000 m, l’adozione dei razzi JATO per il decollo da autostrade o piste particolarmente corte.[22] In più la versione da ricognizione[22] Mirage IIIR fu giudicata di prestazioni insufficienti e la F+W di Emmen sviluppò una nuova, specifica, versione designata IIIRS dotata di caratteristiche migliorate.[24] Tutto ciò portò ad un innalzamento dei costi tanto che il Consiglio Federale fu costretto a chiedere al Parlamento uno stanziamento aggiuntivo di 576 milioni di franchi,[24] cosa che portò a una riduzione dei velivoli acquistati a 57 e a notevole scandalo tra la popolazione,[24] che divenne noto come “scandalo Mirage”.[20] Tutti i caccia e i ricognitori furono assemblati su licenza presso la fabbrica di Emmen,[19] ed i caccia ebbero i cablaggi per l’installazione di una bomba nucleare di produzione francese o svizzera. Tra il 1988 e il 1992 venne introdotto un programma di aggiornamento designato ISMA condotto in collaborazione con l’industria israeliana Israel Aircraft Industries, che prevedeva l’adozione delle alette canard installate sul Kfir C-2 con apertura ridotta del 70° al fine di ridurre la corsa di decollo,[19] e di migliorare la manovrabilità a bassa velocità e il raggio di virata, di alette frontali dette "nose strakes" per ridurre la possibilità di stalli del compressore,[19] di lanciatori di chaff/flares Tracor AN/ALE-40, di ricevitore di allarme radar (RWR), e di nuovo seggiolino eiettabile Martin-Baker Aircraft. I caccia Mirage IIIS furono tutti ritirati dal servizio entro il 31 dicembre 1999, mentre i Mirage IIIRS furono radiati dal servizio il 16 dicembre 2003, giorno in cui ha effettuarono il loro ultimo volo. Il 16 settembre 2008,[25] l'associazione Espace Passion che gestisce il museo Clin d'Ailes[25] a Payerne è riuscita a ottenere l'omologazione civile per un Mirage IIIDS (matricola J-2012) che così è ritornato a volare per offrire voli passeggeri e per partecipare a manifestazioni aeronautiche.[26]
- Venezuela

## Galleria d'immagini

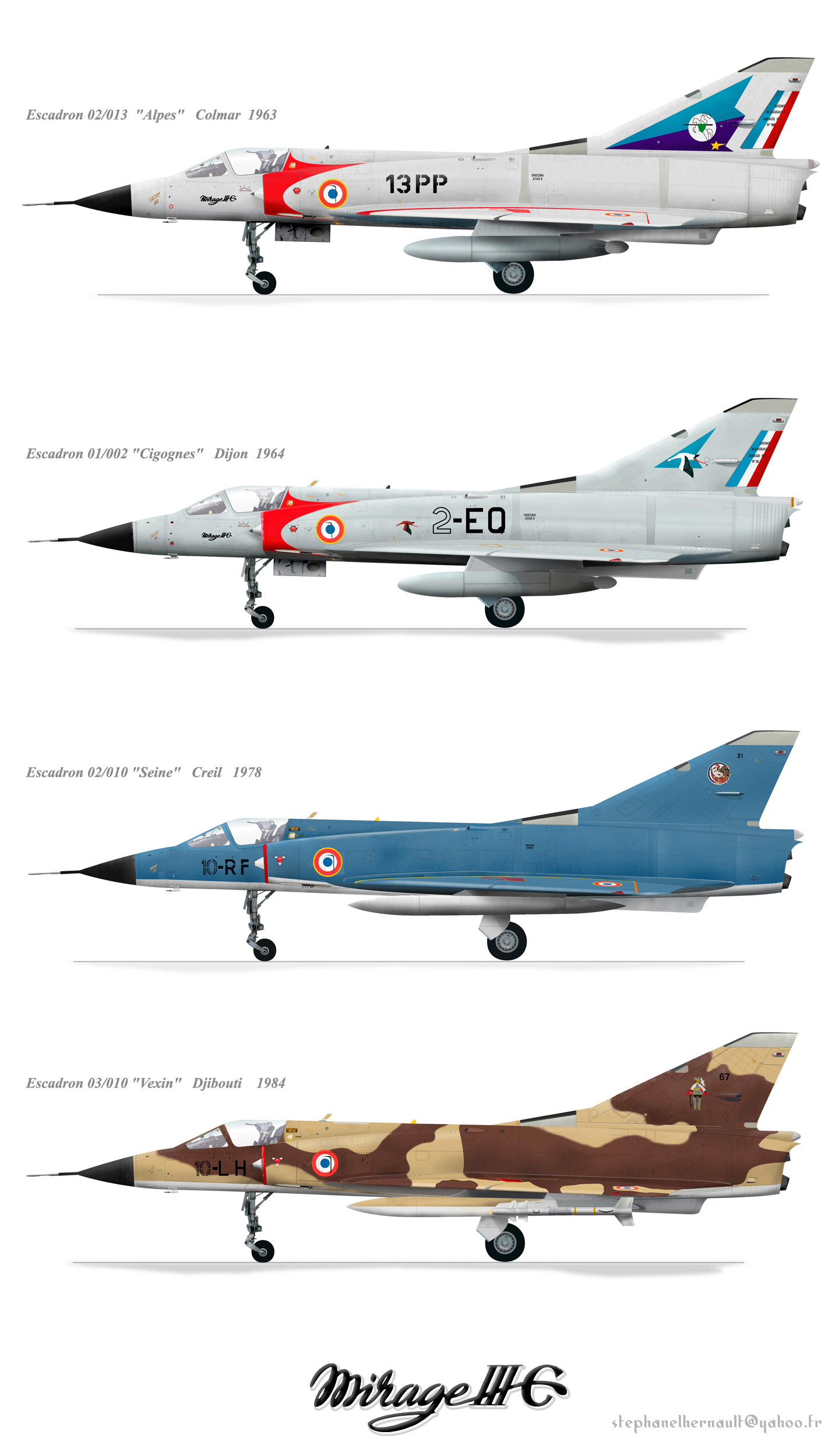
Mirage III C
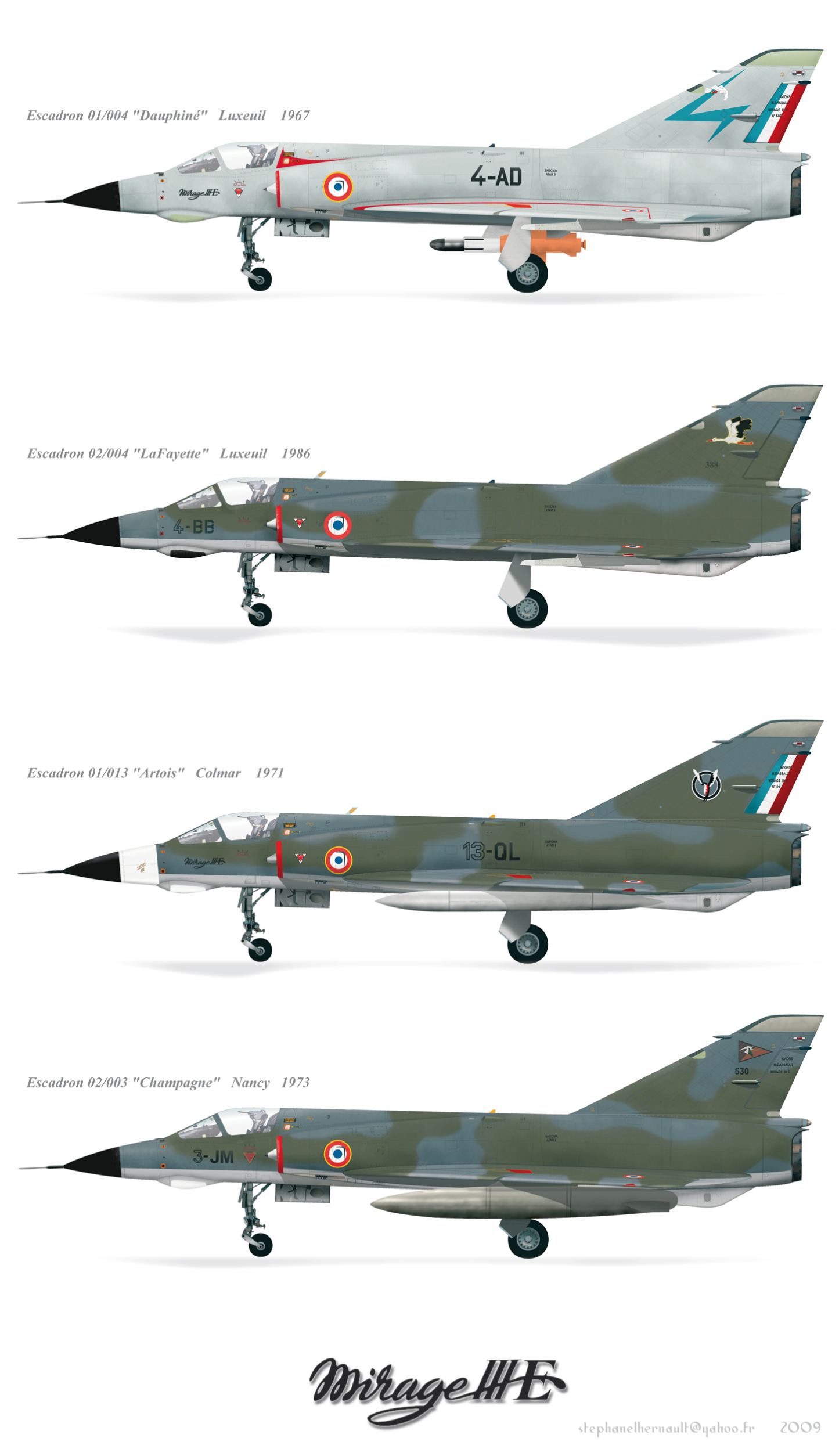
Mirage III E
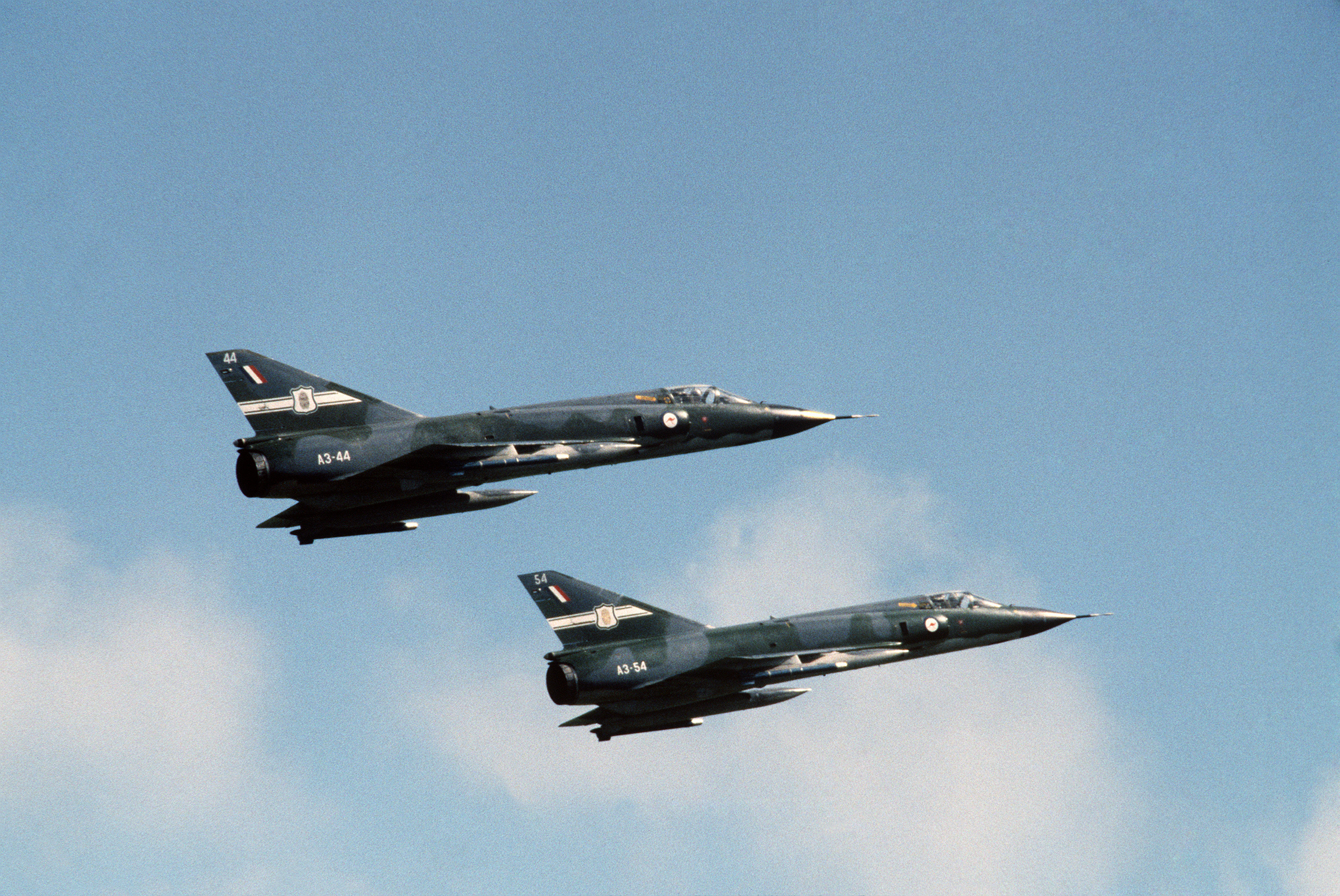
Mirage III della RAAF
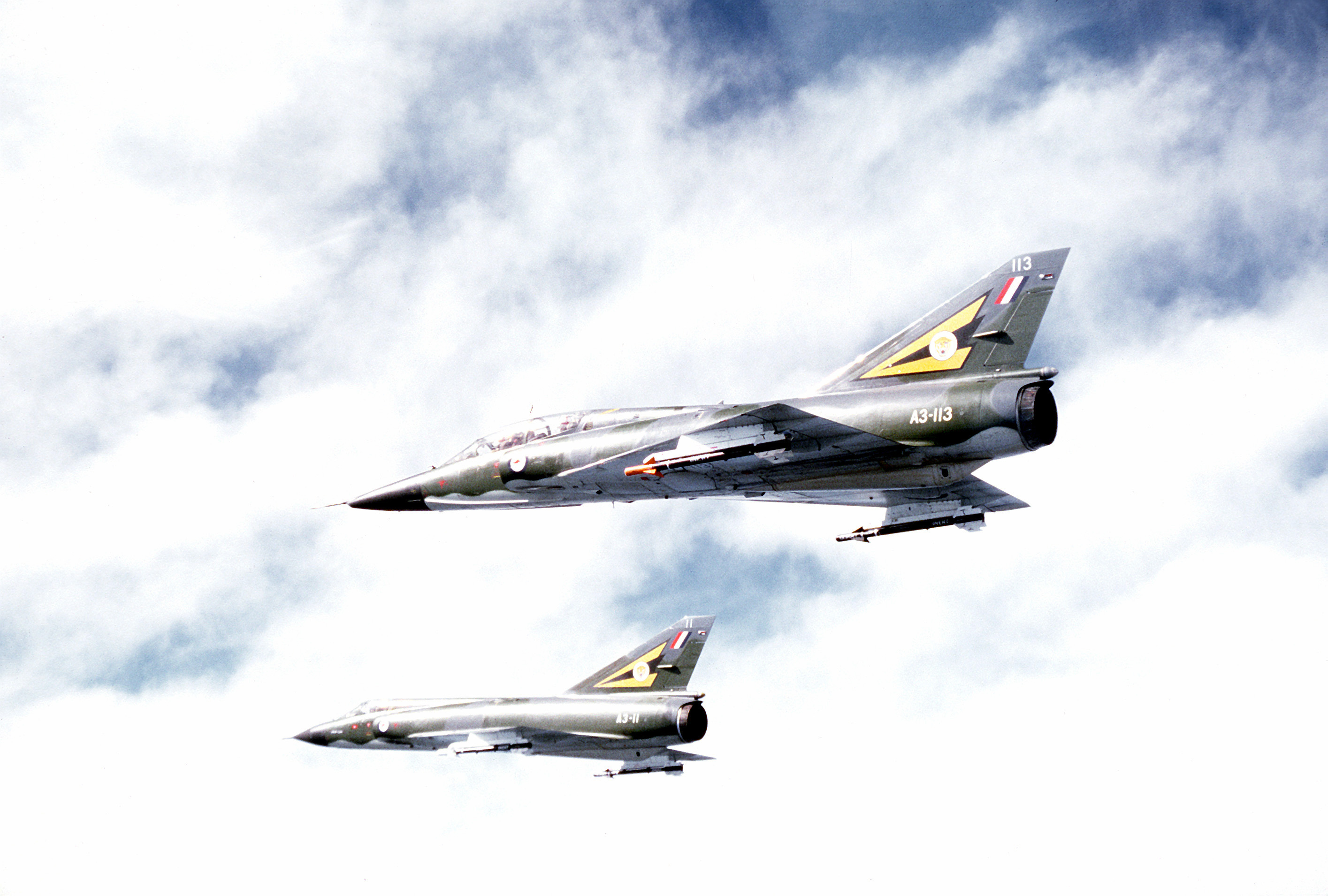
Mirage III della RAAF

### Periodici
- Giovanni Colla, Santiago Rivas, L’argentina saluta i suoi Mirage, in Rivista Aeronautica, n. 1, Roma, Difesa Servizi s.p.a., 2016,  pp. 29-32.
- Federico Gattoni, Clausio Toselli, Achille Vigna, Le ali del Cedro, in Rivista Aeronautica, n. 1, Roma, Ministero della Difesa, 2011,  pp. 36-43.
- Ugo Vincenzi, Un Mirage III con i passeggeri, in VFR Aviation, n. 25, Grottaferrata, Aero Media Press TV, luglio 2017,  pp. 36-43.